# Munții Bihor (sit SCI)
Munții Bihor este o arie protejată (sit de importanță comunitară — SCI) din România, desemnată în scopul protejării biodiversității și menținerii într-o stare de conservare favorabilă a florei spontane și faunei sălbatice, precum și a habitatelor naturale de interes comunitar aflate în arealul zonei de protecție. Aceasta se întinde pe o suprafață de 20.932,2 ha, integral pe uscat.

## Localizare
Aria naturală se întinde pe teritoriile administrative ale județelor Alba (Arieșeni, Avram Iancu), Arad (Hălmagiu, Hălmăgel, Vârfurile), Bihor (Criștioru de Jos, Nucet) și Hunedoara (Bulzeștii de Sus, Tomești) Centrul acestuia este situat la coordonatele 46°24′12″N 22°39′25″E / 46.403458°N 22.656931°E.

## Înființare
Situl Munții Bihor (ROSCI0324) a fost declarat sit de importanță comunitară în septembrie 2011 pentru a proteja 7 specii din fauna sălbatică a României.

## Biodiversitate
Situată în ecoregiunea alpină a Munților Apuseni, aria protejată conține 6 habitate naturale: Tufișuri cu Pinus mugo și Rhododendron hirsutum (Mugo-Rhododendretum hirsuti, Păduri tip Luzulo-Fagetum, Păduri tip Asperulo-Fagetum, Stejăriș cu Galio-Carpinetum Păduri dacice de fag (Symphyto-Fagion) și Păduri acidofile cu Picea din etajele alpine montane.
La baza desemnării sitului se află 7 specii de animale ocrotite la nivel european prin Directiva C.E. 92/43/CE (anexa I-a) din 21 mai 1992 (privind conservarea habitatelor naturale și a speciilor de faună și floră sălbatică) și aflate pe lista roșie a IUCN; astfel:
- amfibieni (2): izvorașul-cu-burta-galbenă (Bombina variegata)[7], tritonul comun transilvănean (Triturus vulgaris ampelensis);
- nevertebrate (2): un cărăbuș din specia Carabus variolosus, croitorul alpin (Rosalia alpina)[8];
- mamifere (3): urs carpatin (Ursus arctos)[9], lup (Canis lupus)[10], râs eurasiatic (Lynx lynx)[11][4]